# Максимова, Лариса Ивановна
Лари́са Ива́новна Макси́мова (род. 14 сентября 1948, Клязьма) — заслуженный врач Российской Федерации, почётный гражданин города Рязани, председатель Рязанской городской Думы четвёртого созыва, депутат с 1993 года. Занимала должность главного врача Рязанской городской больницы № 6 в 1986 — 2012 годах и врача-инспектора Рязанского городского отдела здравоохранения в 1985-1986 годах.

## Биография
Родилась 14 сентября 1948 года в селе Клязьма Московской области. Детство и юность провела в посёлке Куркино Тульской области, где её отец работал шахтёром. Школу окончила там же.
В 1973 году окончила Рязанский государственный медицинский институт по специальности врач-терапевт.
С 1973 по 1976 год работала участковым врачом-терапевтом Клепиковской районной больницы Рязанской области. С 1976 по 1978 год — участковый врач Рязанской городской больницы № 6. В 1978 году переводится на должность заведующей терапевтическим отделением в Рязанской городской больнице № 11.
В 1985 году — назначена на должность инспектора Рязанского городского отдела здравоохранения. С 1986 по 2012 год — главный врач городской больницы № 6.
С 1993 года — депутат Рязанского городского Совета[уточнить] на непостоянной основе. Как депутат и врач уделяла особое внимание инвалидам детства и малообеспеченным семьям.
С марта 2004 года — депутат Рязанской городской Думы первого и второго созывов от фракции «Единая Россия». Председатель комитета по здравоохранению, демографической политике и социальной защите населения, а также постоянный член комитетов по бюджету, налогам и инвестициям; по образованию, науке, молодежной политике. Входит в контрольно-счётную комиссию Рязанской городской Думы, а также комиссию по регламенту и депутатской этике.
5 мая 2012 года большинством депутатских голосов избрана Председателем Рязанской городской Думы первого созыва после добровольной отставки Фёдора Провоторова.
На выборах в Рязанскую городскую Думу второго созыва сохранила депутатский мандат по избирательному округу № 1, а также была избрана заместителем Председателя Думы.

## Семья
Замужем. Супруг — Евгений Алексеевич Максимов также выпускник Рязанского медицинского университета, руководитель санитарно-эпидемиологической службы Октябрьского района, а затем — и всего города Рязани.
Дочь Марина, врач-физиотерапевт. Внучка Евгения.

## Награды
- Нагрудный знак «Отличник здравоохранения» (1986)
- «Заслуженный врач Российской Федерации» (1999)
- Почетный гражданин города Рязани (2006)
- Медаль «За заслуги перед отечественным здравоохранением» (2006)